# Rogers Cup 2012
Rogers Cup 2012 (за назвою спонсора) — тенісний турнір, що проходив на відкритих кортах з твердим покриттям. Це був 123-й Відкритий чемпіонат Канади серед чоловіків і 111-й - серед жінок. Належав до категорії Мастерс у рамках Туру ATP 2012, а також до категорії Premier 5 в рамках Туру WTA 2012. Жіночий турнір відбувся на Uniprix Stadium у Монреалі з 4 до 13 серпня, а чоловічий - у Rexall Centre у Торонто з 4 до 12 серпня 2012 року.

## Очки і призові

### Нарахування очок
| Стадія                 | Чоловіки, одиночний розряд | Чоловіки, парний розряд | Жінки, одиночний розряд | Жінки, парний розряд |
| ---------------------- | -------------------------- | ----------------------- | ----------------------- | -------------------- |
| Чемпіон                | 1000                       | 1000                    | 900                     | 900                  |
| Фіналіст               | 600                        | 600                     | 620                     | 620                  |
| півфінал               | 360                        | 360                     | 395                     | 395                  |
| чвертьфінал            | 180                        | 180                     | 225                     | 225                  |
| 1/8 фіналу             | 90                         | 90                      | 125                     | 125                  |
| 1/16 фіналу            | 45                         | 0                       | 70                      | 1                    |
| 1/32 фіналу            | 10                         | –                       | 1                       | –                    |
| кваліфаєр              | 25                         | –                       | 30                      | –                    |
| фіналіст кваліфікації  | 14                         | –                       | 20                      | –                    |
| 2-й раунд кваліфікації | -                          | –                       | 12                      | –                    |
| 1-й раунд кваліфікації | -                          | –                       | 1                       | –                    |

### Призові гроші
Всі гроші подано в доларах США:
| Стадія                 | Чоловіки, одиночний розряд | Чоловіки, парний розряд | Жінки, одиночний розряд | Жінки, парний розряд |
| ---------------------- | -------------------------- | ----------------------- | ----------------------- | -------------------- |
| Чемпіон                | $522,550                   | $155,490                | $385,000                | $110,000             |
| Фіналіст               | $256,220                   | $76,120                 | $193,000                | $55,000              |
| півфінал               | $128,960                   | $38,180                 | $96,500                 | $27,525              |
| чвертьфінал            | $65,575                    | $19,600                 | $47,000                 | $13,850              |
| 1/8 фіналу             | $34,050                    | $10,130                 | $22,750                 | $7,000               |
| 1/16 фіналу            | $17,950                    | $5,350                  | $11,500                 | $3,500               |
| 1/32 фіналу            | $9,695                     | –                       | $5,950                  | –                    |
| фіналіст кваліфікації  | $2,145                     | –                       | $2,750                  | –                    |
| 2-ге коло кваліфікації | -                          | –                       | $1,450                  | –                    |
| 1 коло кваліфікації    | $1,095                     | –                       | $900                    | –                    |

## Учасники основної сітки в рамках чоловічого турніру

### Сіяні пари
Посів ґрунтується на рейтингові ATP станом на 30 липня 2012:
| Країна          | Гравець                | Рейтинг | Сіяний |
| --------------- | ---------------------- | ------- | ------ |
| Сербія          | Новак Джокович         | 2       | 1      |
| Велика Британія | Енді Маррей            | 4       | 2      |
| Франція         | Джо-Вілфрід Тсонга     | 6       | 3      |
| Чехія           | Томаш Бердих           | 7       | 4      |
| Сербія          | Янко Тіпсаревич        | 8       | 5      |
| Аргентина       | Хуан Мартін дель Потро | 9       | 6      |
| Аргентина       | Хуан Монако            | 10      | 7      |
| США             | Джон Ізнер             | 11      | 8      |
| Франція         | Жиль Сімон             | 13      | 9      |
| Хорватія        | Марін Чилич            | 14      | 10     |
| США             | Марді Фіш              | 15      | 11     |
| Німеччина       | Філіпп Кольшрайбер     | 16      | 12     |
| Японія          | Кей Нісікорі           | 17      | 13     |
| Франція         | Рішар Гаске            | 20      | 14     |
| Німеччина       | Флоріан Маєр           | 22      | 15     |
| Канада          | Мілош Раоніч           | 23      | 16     |

### Інші учасники
Учасники, що потрапили до основної сітки завдяки вайлд-кард:
- Френк Данцевич
- Пітер Поланскі
- Вашек Поспішил

Учасники, що потрапили до основної сітки як особливий виняток:
- Сем Кверрі

Гравці, що потрапили до основної сітки через стадію кваліфікації:
- Міхаель Беррер
- Флавіо Чіполла
- Фабіо Фоніні
- Вейн Одеснік
- Сергій Стаховський
- Юрген Зопп

Учасники, що потрапили до основної сітки як a щасливий лузер:
- Меттью Ебден

### Відмовились від участі
- Ніколас Альмагро
- Роджер Федерер[7]
- Давид Феррер[8]
- Хуан Карлос Ферреро[8]
- Робін Гаасе
- Фелісіано Лопес
- Гаель Монфіс[8]
- Рафаель Надаль[8]
- Енді Роддік
- Фернандо Вердаско[8]
- Стен Вавринка

### Walkovers
- Енді Маррей (травма коліна)

## Учасники основної сітки в парному розряді

### Сіяні пари
| Країна   | Гравець              | Країна     | Гравець            | Рейтинг1 | Сіяний |
| -------- | -------------------- | ---------- | ------------------ | -------- | ------ |
| Білорусь | Макс Мирний          | Канада     | Деніел Нестор      | 2        | 1      |
| США      | Боб Браян            | США        | Майк Браян         | 6        | 2      |
| Польща   | Маріуш Фирстенберг   | Польща     | Марцін Матковський | 16       | 3      |
| Швеція   | Роберт Ліндстедт     | Румунія    | Горія Текеу        | 21       | 4      |
| Австрія  | Юрген Мельцер        | Індія      | Леандер Паес       | 23       | 5      |
| Індія    | Магеш Бгупаті        | Індія      | Роган Бопанна      | 29       | 6      |
| Пакистан | Айсам-уль-Хак Куреші | Нідерланди | Жан-Жульєн Роєр    | 33       | 7      |
| Іспанія  | Марсель Гранольєрс   | Іспанія    | Марк Лопес         | 34       | 8      |

- Рейтинг подано станом на 30 липня 2012

### Інші учасники
Нижче наведено пари, які отримали вайлдкард на участь в основній сітці:
- Філіп Бестер /  Аділ Шамасдін
- Френк Данцевич /  Вашек Поспішил

Наведені нижче пари отримали місце як заміна:
- Марді Фіш /  Марк Ноулз

### Відмовились від участі
- Радек Штепанек

### Знялись
- Віктор Троїцький (травма спини)

## Учасниці основної сітки в рамках жіночого турніру

### Сіяні учасниці
Посів ґрунтується на рейтингові WTA станом на 30 липня 2012:
| Країна     | Гравчиня           | Рейтинг | Сіяні |
| ---------- | ------------------ | ------- | ----- |
| Білорусь   | Вікторія Азаренко  | 1       | 1     |
| Польща     | Агнешка Радванська | 2       | 2     |
| Росія      | Марія Шарапова     | 3       | 3     |
| Австралія  | Саманта Стосур     | 5       | 4     |
| Чехія      | Петра Квітова      | 6       | 5     |
| Німеччина  | Анджелік Кербер    | 7       | 6     |
| Данія      | Каролін Возняцкі   | 8       | 7     |
| Італія     | Сара Еррані        | 9       | 8     |
| Франція    | Маріон Бартолі     | 10      | 9     |
| КНР        | Лі На              | 11      | 10    |
| Сербія     | Ана Іванович       | 12      | 11    |
| Словаччина | Домініка Цібулкова | 14      | 12    |
| Сербія     | Єлена Янкович      | 18      | 13    |
| Італія     | Флавія Пеннетта    | 19      | 14    |
| Німеччина  | Сабіне Лісіцкі     | 20      | 15    |
| Чехія      | Луціє Шафарова     | 22      | 16    |

### Інші учасниці
Учасниці, що потрапили до основної сітки завдяки вайлд-кард:
- Ежені Бушар
- Стефані Дюбуа
- Александра Возняк

Гравчині, що потрапили до основної сітки через стадію кваліфікації:
- Тімеа Бабош
- Кікі Бертенс
- Яна Чепелова
- Сесил Каратанчева
- Мішель Ларшер де Бріту
- Араван Резаї
- Аранча Рус
- Анна Татішвілі

Такі тенісистки потрапили в основну сітку як щасливий лузер:
- Уршуля Радванська
- Галина Воскобоєва

### Відмовились від участі
- Петра Цетковська (вивих правої щиколотки)
- Кая Канепі (bilateral Achilles tendon injury)
- Марія Кириленко (травма правої ноги)
- Світлана Кузнецова (травма правого гомілковостопного суглоба)
- Моніка Нікулеску (травма лівої долоні)
- Андреа Петкович (травма правого гомілковостопного суглоба)
- Марія Шарапова (шлунковий вірус)
- Чжен Цзє (травма поперекового відділу хребта)
- Віра Звонарьова (хвороба)

### Знялись
- Вікторія Азаренко (вивих правої щиколотки)
- Сімона Халеп (травма лівого стегна)
- Флавія Пеннетта (травма правого зап'ястка)

## Учасниці основної сітки в парному розряді

### Сіяні пари
| Країна    | Гравчиня               | Країна   | Гравчиня                   | Рейтинг1 | Сіяна |
| --------- | ---------------------- | -------- | -------------------------- | -------- | ----- |
| США       | Лізель Губер           | США      | Ліза Реймонд               | 2        | 1     |
| Італія    | Сара Еррані            | Італія   | Роберта Вінчі              | 7        | 2     |
| Росія     | Надія Петрова          | Словенія | Катарина Среботнік         | 20       | 3     |
| Аргентина | Хісела Дулко           | Італія   | Флавія Пеннетта            | 29       | 4     |
| Іспанія   | Нурія Льягостера Вівес | Іспанія  | Марія Хосе Мартінес Санчес | 37       | 5     |
| США       | Ракель Копс-Джонс      | США      | Абігейл Спірс              | 39       | 6     |
| Німеччина | Юлія Гергес            | Чехія    | Квета Пешке                | 46       | 7     |
| Чехія     | Івета Бенешова         | Чехія    | Барбора Стрицова           | 47       | 8     |

- 1 Рейтинг подано станом на 30 липня 2012

### Інші учасниці
Нижче наведено пари, які отримали вайлдкард на участь в основній сітці:
- Ежені Бушар /  Александра Возняк
- Шерон Фічмен /  Марі-Ев Пеллетьє

Наведені нижче пари отримали місце як заміна:
- Джилл Крейбас /  Карла Суарес Наварро

### Відмовились від участі
- Флавія Пеннетта (травма правого зап'ястка)

### Знялись
- Сабіне Лісіцкі (left abdominal sprain)

## Фінальна частина

### Чоловіки. Одиночний розряд
Новак Джокович —  Рішар Гаске, 6–3, 6–2

### Одиночний розряд. Жінки
Петра Квітова —  Лі На, 7–5, 2–6, 6–3

### Парний розряд. Чоловіки
Боб Браян /  Майк Браян  —  Марсель Гранольєрс /  Марк Лопес, 6–1, 4–6, [12–10]

### Парний розряд. Жінки
Клаудія Янс-Ігначик /  Крістіна Младенович  —  Надія Петрова /  Катарина Среботнік, 7–5, 2–6, [10–7]